# ابوالعباس
ابوالعباس، روستایی در دهستان منگشت بخش مرکزی شهرستان باغ‌ملک در استان خوزستان ایران است. این روستا، مرکز دهستان منگشت است

## مردم
اهالی روستای ابوالعباس بختیاری از طایفه‌های چهارلنگ کیان ارثی و هفت لنگ دینارونی(اورک) هستند.
.

## جمعیت
بر پایه سرشماری عمومی نفوس و مسکن در سال ۱۳۹۵، جمعیت این روستا برابر با ۲۳۵۸ نفر (۴۴۳ خانوار) بوده‌است.